# 강인경
강인경(1997년 7월 29일~)은 대한민국의 모델, 인터넷 방송인이다.

## 경력
- 2020년: 맥심 9월호 표지 모델[1]
- 2023년: 맥심 9월호 표지 모델[2]

## 수상
- 2025년 4월 2일 팬트리 인기투표 'TCC' 최종 우승 상금 전액 산불 피해복구 기부[3]

## 사건사고
- 2023년 7월 26일 트위치 방송에서 소속사 대표에게 성폭행 및 협박 및 불법촬영 당한 사실을 폭로했다.[4][5]